# Альзакола чорна
Альзако́ла чорна (Cercotrichas podobe) — вид горобцеподібних птахів родини мухоловкових (Muscicapidae). Мешкає в регіоні Сахелю та на Аравійському півострові.

## Опис
Довжина птаха становить 20 см, вага 24-27 г. Виду не притаманний диморфізм. Забарвлення майже повністю чорне, нижні покривні пера хвоста мають білі кінчики, на крилах руді плями, помітні в польоті. Дзьоб і лапи чорні.

## Підвиди
Виділяють два підвиди:
- C. p. podobe (Müller, PLS, 1776) — від південної Мавританії і північного Сенегалу до східного Судану, Ефіопії і Сомалі;
- C. p. melanoptera (Hemprich & Ehrenberg, 1833) — західна, центральна і південна частини Аравійського півострова.

## Поширення і екологія
Чорні альзаколи мешкають в Мавританії, Сенегалі, Малі, Буркіна-Фасо, Нігері, Нігерії, Камеруні, Чаді, Судані, Ефіопії, Сомалі, Еритрії, Джибуті, Ємені і Саудівській Аравії, а також в Ізраїлі в районі Акабської затоки. Бродячі птахи спостерігалися в Єгипті, Йорданії, Омані, Кувейті, ОАЕ і Бахрейні. Чорні альзаколи мешкають в саванах і в сухих чагарникових заростях, а також в напівпустелях, пальмових гаях і ваді. Зустрічаються на висоті до 1500 м над рівнем моря.